# Base de données MNIST

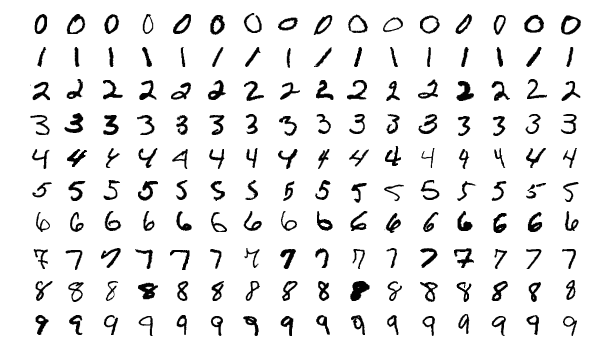
Un exemple de chiffres de la base MNIST.

La base de données MNIST pour Modified ou Mixed National Institute of Standards and Technology, est une base de données de chiffres écrits à la main. C'est un jeu de données très utilisé en apprentissage automatique.
La reconnaissance de l'écriture manuscrite est un problème difficile, et un bon test pour les algorithmes d'apprentissage. La base MNIST est devenue un test standard. Elle regroupe 60000 images d'apprentissage et 10000 images de test, issues d'une base de données antérieure, appelée simplement NIST. Ce sont des images en noir et blanc, normalisées centrées de 28 pixels de côté. 

## Historique
En 2018 un groupe de chercheurs annonce un taux d'erreur de 0,18%, améliorant le meilleur résultat précédent, en utilisant Random Multimodel Deep Learning (RMDL).